# Utleya
Utleya  (лат.) — монотипный род растений семейства Вересковые, единственный представитель —  Utleya costaricensis Wilbur & Luteyn.

## Ареал
Растения встречается в Центральной Америке в Коста-Рике.